# Spilosoma lucida
Spilosoma lucida là một loài bướm đêm thuộc phân họ Arctiinae, họ Erebidae.